# Rubia laevissima
Rubia laevissima là một loài thực vật có hoa trong họ Thiến thảo. Loài này được Tsckern. miêu tả khoa học đầu tiên năm 1961.